# Rio Caraça
O rio Caraça (ou ribeirão Caraça) é um curso de água do estado de Minas Gerais, Região Sudeste do Brasil. Nasce em uma encosta do Pico do Inficionado, na Serra do Caraça, em território do município de Catas Altas, e deságua no rio Conceição próximo a Santa Bárbara.
A região de sua nascente é protegida pela RPPN da Serra do Caraça, sendo marcada por cachoeiras e trilhas utilizadas para turismo, embora algumas sejam de difícil acesso em função do relevo e da mata fechada. A Cascatona, por exemplo, tem 90 m de altura. Além das cachoeiras, alguns trechos do rio também são utilizados para banhos pelos turistas. No século XIX, foi construída a cerca de 200 m do leito a Igreja Nossa Senhora Mãe dos Homens, que veio a dar origem ao atual santuário religioso e ecológico.
De forma geral, o rio drena a Serra do Caraça de modo que é formado um amplo vale. Tem como principais formadores os córregos Cascatas e Cascatinha pela margem direita e Canjerana, da Barragem, Cascudos, Taboão e do Engenho pela margem esquerda. Ao todo cerca de 7 300 hectares de sua bacia são protegidos pela reserva do Caraça, porém a jusante recebe esgoto e poluição de povoados rurais de Santa Bárbara.